# Partido dos Trabalhadores da Finlândia
O Partido dos Trabalhadores da Finlândia  (em finlandês:  Suomen Työväenpuolue, em sueco:  Finlands Arbetarparti) é um partido político de esquerda na Finlândia. O STP foi fundado em 2006 como sucessor da Liga Alternativa (1999–2006).